# Péter Mózes
Péter Mózes (Szörcse, 1870. december 6. – Torda, 1930. augusztus 26.) református főgimnáziumi igazgató-tanár, Péter Károly lelkész-író testvéröccse.

## Életútja
Középiskolai tanulmányait a IV osztályig a sepsiszentgyörgyi református Székely Mikó Kollégium algimnáziumában, az V-VIII. osztályokat pedig a székelyudvarhelyi református főgimnáziumban végezte; a bölcseleti tanfolyamot a kolozsvári egyetemen hallgatta és itt szerezte meg 1894-ben középiskolai tanári oklevelét a görög és latin nyelv és irodalomból. 1893-1894-ben helyettes, 1894-95-ben rendes tanár a sepsiszentgyörgyi református Székely Mikó Kollégium főgimnáziumánál; az 1902-03. iskolai év elejétől ugyanott igazgató-tanár. Miután nyugdíba vonult, Tordára költözött.
Cikke, beszédei a Székely Nemzeti Múzeum Értesítőjében (Sepsi-Szent-György, 1902. A székely nemzeti múzeum rövid története); a Mikó-kollegium Értesítőjében (1903. Emlékbeszéd Domján István ev. ref. főgymnasiumi r. tanár felett, 1903. és 1904. Iskolai évet megnyitó és bezáró beszédek).

## Munkája
- A tizenkét legfőbb olympiai istenség szerepe a görög mythologiában. Tanári székfoglaló értekezés. Sepsi-Szent-György, 1895. (Különnyomat a Mikó-kollegium Értesítőjéből. Ism. Egyet. Philol. Közlöny. 1896.)
- Emlékbeszéd Domján István… tanár felett. (Uo. 1903.)
- A sepsiszentgyörgyi kollégium félszázados működésének emléke. (Uo. 1909.)
- A rikánbelüli communitas. (Uo. 1910.)